# Hollenburger Brücke
Die Hollenburger Brücke überquert im Zuge der Loiblpass Straße in Kärnten den Ferlacher Stausee, der hier die Drau aufstaut. Vorgängerbauten, die den Übergang über die Drau ermöglichten, gab es spätestens seit dem Hochmittelalter.
Die Brücke ist nach der Burg Hollenburg benannt, die unmittelbar über ihr am felsigen Südhang der Sattnitz gelegen einst das Rosental beherrschte.
Unter ihr liegt die Rosentalbahn, die unterhalb der Burg den Ferlacher Stausee auf einer stählernen Fachwerkbrücke überquert. Auf dem Deich auf der gegenüberliegenden Seite verläuft der Drauradweg.

## Beschreibung
Die 668 m lange und 22,5 m breite vierspurige Brücke verläuft in einer großen Kurve über den Ferlacher Stausee. Ihr 3,5%iges Nord-Süd-Gefälle endet in einer Wannenausrundung vor dem südlichen Ufer.
Sie besteht aus zwei dicht nebeneinander stehenden Spannbeton-Hohlkastenbrücken mit je einer 9 m breiten Richtungsfahrbahn und einer 1,25 m breiten Randleiste an der östlichen bzw. einem 2,20 m breiten Gehweg an der westlichen Seite.
Sie wurde zusammen mit dem Ferlacher Stausee geplant und gebaut und 1974 dem Verkehr übergeben. Sie ist eines der größten Brückenobjekte Kärntens und wird täglich von rund 10.000 Fahrzeugen passiert.

## Geschichte
Es ist nicht überliefert, wann die erste Hollenburger Brücke errichtet wurde. Möglicherweise ließen die Herren von Hollenburg eine hölzerne Brücke errichten, als das von Graf Bernhard von Kärnten neu gegründete Stift Viktring mit dem Bau eines Hospizes am Loiblpass begann.
Urkundlich erwähnt wurde sie erstmals zwischen 1220 und 1224, als Swiker von Hollenburg mit seiner Mutter Adeled und seinem Oheim Otto von Steierberg die Brücke dem Kloster Viktring vermachte, um für das Seelenheil seines Vaters Amelrich zu sorgen, der in überseeischen Landen, also wohl auf dem fünften, dem Kreuzzug von Damiette, verstorben war. Dafür musste das Kloster jedem den freien Übergang gewähren. Für den Erhalt der Brücke erhielt es den Sechterwald oberhalb von Ferlach und eine Hube in Weizelsdorf. In einer weiteren Urkunde bestätigte Herzog Bernhard von Kärnten dem Kloster die Übertragung der Brücke und schenkte ihm zur Reparatur eine Hube in Glainach.
Die Unterhaltung der Brücke war in den nächsten 300 Jahren Gegenstand zahlreicher Streitigkeiten zwischen den Burgherren und dem Kloster, das schließlich 1550 die Brücke samt der Schenkung wieder an die Herrschaft Hollenburg zurückgab, die mittlerweile auf die Dietrichsteiner übergegangen war. Diese vergrößerten sie dann zu einer Brücke mit 12 Jochen, die nicht nur von Fußgängern und Saumpferden, sondern nun auch von Fuhrwerken benutzt werden konnte. Dafür bewilligte ihnen Erzherzog Max, der damalige Statthalter von Kärnten, 1595 die erste Brückenmaut.

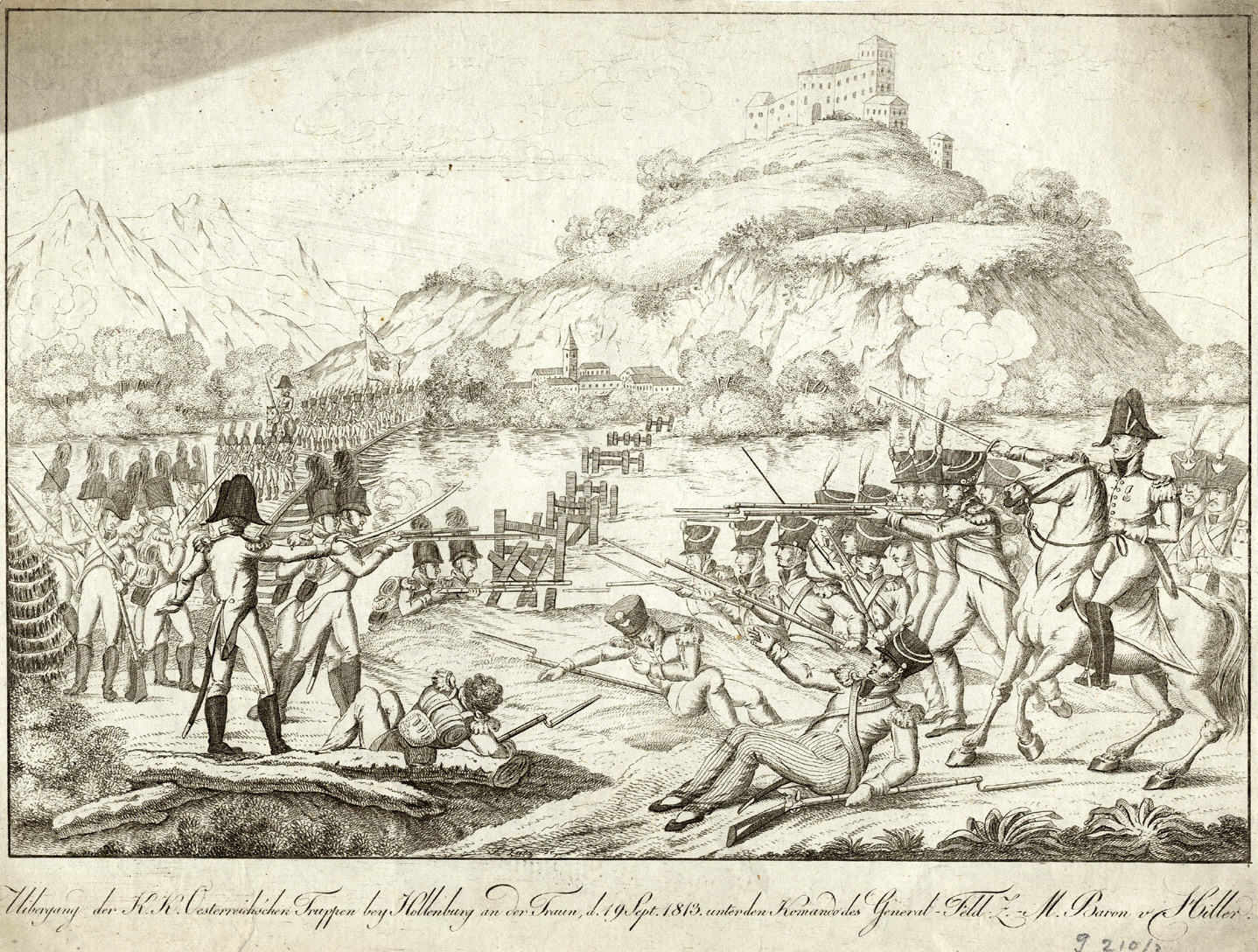
Übergang der Österreicher bei Hollenburg am 19. September 1813

Die Hollenburger Brücke wurde in mehreren kriegerischen Auseinandersetzungen beschädigt oder zerstört, so beim Türkeneinfall von 1480 und bei der Rückeroberung des von Napoleon Bonaparte eroberten Kärntens durch die Österreicher, die am 19. September 1813 die Drau neben den Trümmern der Brücke auf einer Pontonbrücke überschritten. Sie wurde immer wieder vom Hochwasser der Drau weggerissen, z. B. durch das Magdalenenhochwasser 1342 oder in jüngerer Zeit durch das Jahrhunderthochwasser 1851. Zuletzt wurde die für den Verkehr über den Loiblpass modernisierte Holzbrücke durch das Hochwasser vom August/September 1965 weggerissen.
Eine von den Pionieren des Bundesheers errichtete Behelfsbrücke tat ihre Dienste bis zum Bau des Kraftwerks Ferlach-Maria Rain in den Jahren 1971 bis 1975 und der Anlage des Ferlacher Stausees, als die Hollenburger Brücke mit einer höheren Lage neu gebaut werden musste.